# 宛平縣城隍廟
宛平縣城隍廟，位于北京市西城区地安门外西黄城根路北，是顺天府宛平县的城隍庙。现已无存。

## 简介
宛平县是附郭县，宛平县署设在京城内，无县城。清朝《道咸以来朝野杂记》载：“五月初一日，西城都城隍庙开放，宛平县城隍出巡，至都城隍庙会见，此固荒诞无稽事。然沿街空巷，逐队而观，甚至有各种香会随之，谓之献神。如秧歌、高跷、五虎棍之类。又有舍身还愿者。”清朝末年，步军统领、肃亲王善耆下令禁止城隍出巡。1927年国民革命军北伐后，宛平县城隍出巡遂废。
每年正月十三日至十七日，宛平县城隍庙举办五天的庙会。庙会白天不太热闹，晚间结合上元节灯会开始热闹起来。庙期，宛平县城隍庙正院用泥塑一尊空心“判官”，其内烧煤，五官七窍喷火，称为“火判”。“判官”手拿一块牌子，上写“你可来了，正要拿你！”后为提醒游人防盗，上写“当心扒手”。每年京城居民都来此看“火判”。庙内正殿、配殿悬挂纱灯，灯上面绘有《三国志》、《水浒传》、《西游记》、《七侠五义》等连续图，内有蜡烛或电灯。殿内供奉城隍塑像，灯火辉煌。庙外的东西各半里许，有爆竹摊、香摊、灯笼摊，以及出售纸制元宝、片鱼等节日物品的摊位，另有少量夜宵摊、儿童玩具摊。
宛平县城隍庙现已无存。